# Planinska koča pri Sveti Ani na Mali gori

Lega kraja v Atlasu okolja
Planinska koča pri Sv. Ani na Mali gori stoji na nadmorski višini 910 metrov ob robu gozda na zahodni strani vrha s cerkvijo sv. Ane (920 m). To je območje Male gore, gorskega grebena med Dobrepoljsko in Struško dolino na severni ter Ribniško dolino in Kočevskim poljem na južni strani grebena. Člani PD Ribnica so zgradili kočo v neposredni bližini cerkve sv. Ane, kjer je bila nekdaj kmečka hiša, od katere so ostale le ruševine.

## Dostopi
Z avtom je mogoče priti po 4 kilometrski lokalni cesti iz Ribnice mimo podjetij Inles in Riko do kmetije Seljan; od tod do koče je 25 minut hoje. 
Iz Ribnice je mogoče priti tudi peš mimo podjetij Inles in Riko, Jamarskega doma pri Francetovi jami in kmetije Seljan; ta pot zahteva 90 minut. Pot iz Ortneka po Ribniški planinski poti čez Grmado je dolga 5 ur.

## Ture
- Stene Sv. Ane (963 m), razgledna točka, 30 minut;
- Črni vrh (963 m) po Ribniški planinski poti 3h;
- turistično urejena Francetova jama 45 minut.

## Prehodi
- Turistični dom na Grmadi (887 m) po Ribniški planinski poti 4h;
- Planinska koča na Kamen Vrhu (783m) 5h30;
- Jamarski dom pri Francetovi jami 45 minut.